# Pave Paul 6.
Pave Paul 6. (Latin: Paulus PP. VI), født Giovanni Battista Enrico Antonio Maria Montini (26. september 1897 – 6. august 1978) var pave fra 1963 til sin død i 1978.
Paul 6. blev pave midt i 2. Vatikankoncil og fik derfor en afgørende indflydelse på de store reformer, koncilet førte med sig. Som kardinal var han længe anset som den naturlige arvtager efter pave Johannes 23., som døde af kræft i 1963.
Paul 6. er blandt andet kendt for sit konservative syn på prævention og seksualitet, særligt udtrykt i hans encyklika Humanæ vitæ fra 1968, hvori han tog skarpt afstand fra den nye p-pille.
Han var desuden den første pave, der indledte en egentlig aktiv rejsevirksomhed, som paverne siden har lagt vægt på. Blandt andet mødtes Paul 6. med ledere fra andre store kristne kirkesamfund som ærkebiskoppen af Canterbury, Michael Ramsey (leder af den Anglikanske kirke) og Patriarken af Konstantinopel, Athenagoras (leder af den græsk-ortodokse kirke).
I sin tid som pave udnævnte han 143 kardinaler på seks konsistorier fra 1965 til 1977.
Paul 6. blev udsat for et attentat i Manilas lufthavn på Filippinerne i 1970, men slap uskadt. Han døde af et hjerteslag i 1978 i den pavelige sommerresidens. 
I 1993 indledte pave Johannes Paul 2. en saligkåringsproces for Paul 6. Processen førte til, at Paul 6. blev saligkåret den 19. oktober 2014, og den 14. oktober 2018 blev han helgenkåret.